# Bora Bora (comuna)
Bora Bora é uma comuna da Polinésia Francesa, nas Ilhas de Sotavento, arquipélago da Sociedade. Estende-se por uma área de 38 km², com  8.927 habitantes, segundo os censos de 2007, com uma densidade de 235 hab/km².